# Anthaxia chinensis
Anthaxia chinensis es una especie de escarabajo del género Anthaxia, familia Buprestidae. Fue descrita científicamente por Kerremans en 1898.